# Jonathan Lubin
Jonathan Darby Lubin (* 10. August 1936 in Staten Island, New York City)  ist ein US-amerikanischer Mathematiker, der sich mit algebraischer Geometrie und Zahlentheorie befasst.
Lubin studierte an der Columbia University mit dem Bachelor-Abschluss 1957 und an der Harvard University mit dem Master-Abschluss 1958 und der Promotion bei John T. Tate 1963 (One-Parameter Formal Lie Groups over p-Adic Integer Rings). Als Post-Doktorand war er Instructor am Bowdoin College und wurde dort danach Associate Professor. 1967 wurde er Associate Professor und 1970 Professor an der Brown University. 2003 emeritierte er.
Nach ihm und seinem Lehrer John T. Tate ist die Lubin-Tate Theorie und formale Gruppen nach Lubin-Tate benannt. Lubin und Tate gingen von einer formalen Analogie zur Theorie der komplexen Multiplikation bei elliptischen Kurven aus und zeigten, dass formale Gruppengesetze über lokalen Körpern genutzt werden konnten, um Sätze der lokalen Klassenkörpertheorie zu beweisen.
1968/69 war er Gastprofessor am Institut Henri Poincaré und 1974/75 in Kopenhagen.

## Schriften
- Lubin, Tate Formal complex multiplication in local fields, Annals of Mathematics, Band 81, 1965, S. 380–387
- Lubin, Tate Formal moduli for one-parameter formal Lie groups, Bulletin de la Société Mathématique de France, Band 94,1966, S. 49–59
- Lubin The local Kronecker-Weber theorem, in Transactions AMS, Band 267, 1981, S. 133–138